# Der Weg der Klingen
Der Weg der Klingen ist der achte von vierzehn Romanen (in der deutschen Erstausgabe sind es 37) in der High-Fantasy-Saga Das Rad der Zeit des US-amerikanischen Autors  Robert Jordan. Er wurde erstmals 1998 als The Path of Daggers veröffentlicht. Auf Deutsch ist der Roman in drei Teilen, Der Pfad der Dolche, Neue Bündnisse und Kriegswirren, in der Übersetzung durch Karin König und Uwe Luserke 1999 und 2000 bei Heyne erschienen. Eine Gesamtübersetzung unter dem Titel Der Weg der Klingen erschien 2014 bei Piper.
Nach seiner Veröffentlichung stieg es sofort auf Platz 1 der New York Times Hardcover-Fiction Bestsellerliste auf und ist damit das erste Das Rad der Zeit-Buch, das die Nummer 1 auf dieser Liste zu erreichte. Es blieb für die nächsten zwei Monate auf der Liste. Dieses Buch ist das kürzeste Buch der Hauptreihe.
Der Titel des Buches bezieht sich auf ein Seanchan-Zitat: „Auf den Höhen sind alle Wege mit Klingen gepflastert.“ (engl.: „On the heights, all paths are paved with daggers.“)

## Handlung
Elayne Trakand, Nynaeve al'Meara, Aviendha und ihre Koalition von Machtlenkern verwenden die Schale der Winde, um die unnatürliche Hitze umzukehren, die durch die Manipulation des Klimas durch den Dunklen König verursacht wurde, und entkam dann einer Seanchan-Invasion durch „Reisen“ in den kurzen Wegen nach Andor, wo Elayne ihren Thronanspruch geltend macht.
Perrin Aybara zieht nach Ghealdan, um Masema Dagar, den selbsternannten Propheten des Drachen, aufzuhalten; rettet aber unwissentlich die abgesetzte Königin Morgase von Andor vor den Männern des Propheten. Dann sichert er sich den Treueeid von Alliandre, der Königin von Ghealdan, und akzeptiert die zweifelhafte Treue von Masema. Am Ende des Buches wird Faile Bashere von Shaido Aiel entführt. Egwene al'Vere, Amyrlin-Sitz der Rebellen-Aes Sedai, manipuliert ihre widerspenstigen Anhänger, um ihr mehr Kontrolle zu geben, und sie reisen vor ihrer Belagerung nach Tar Valon zur Weißen Burg.
Rand al'Thor versucht mit den Asha'man und Illianern, die Seanchanische Invasion in Altara abzuwehren. Obwohl Rand in frühen Scharmützeln erfolgreich war, verliert er die Kontrolle, während er sein sa'angreal 'Callandor' (ein magisches Kristallschwert) führt, aufgrund von Störungen in Saidin, die durch die vorherige Verwendung der Schale der Winde verursacht wurden, was eine Pattsituation erzwingt, in der sich beide Armeen zurückziehen und glauben, besiegt zu sein. Als Rand nach Cairhien zurückkehrt, wird er von den verräterischen Asha'man angegriffen, die von Corlan Dashiva angeführt werden, es aber nicht schaffen, Rand zu töten.
Mat Cauthon fehlt in dem Buch aufgrund von Verletzungen, die er sich am Ende des vorherigen Buches Die Krone der Schwerter zugezogen hat. Robert Jordan hatte zuvor dasselbe mit Perrin Aybara getan, der in Buch 5, Die Feuer des Himmels, gefehlt hatte.

## Ausgaben
- The Path of Daggers. Tor, 1998
  - Der Pfad der Dolche. Heyne, 1999, ISBN 3-453-14947-5.
  - Neue Bündnisse. Heyne, 1999, ISBN 3-453-15633-1.
  - Kriegswirren. Heyne, 2000, ISBN 3-453-16229-3.
  - Gesamtübersetzung: Der Weg der Klingen. Piper, 2014, ISBN 978-3-492-70291-1.